# Lawrie Smith
Lawrence Edward Smith (Bury, 19 de fevereiro de 1956) é um velejador britânico, medalhista olímpico. Ele competiu nos Jogos Olímpicos de Verão de 1992 na classe Soling e conquistou a medalha de bronze, ao lado de Robert Cruickshank e Ossie Stewart.
Ele foi o capitão de vários iates na Whitbread Round the World Race em 1989–90 , 1993–94 e 1997–98. Ele foi o vencedor geral do prêmio Henri Lloyd 'Outstanding Act of Seamanship' na Whitbread Round the World Race de 1989-90. Em 2011, em Melbourne, Smith sagrou-se campeão mundial na classe Kite. Seis anos depois garantiu o terceiro lugar em Cascais . Nesse meio tempo, ele ganhou a Dragon Class Gold Cup em Kühlungsborn em 2015.